# Partula formosa
Partula formosa foi uma espécie de gastrópodes da família Partulidae.
Foi endémica da Polinésia Francesa.